# 長浜神社
長浜神社（ながはまじんじゃ）は、島根県出雲市西園町にある神社である。出雲國神仏霊場第19番。
島根半島の西の付け根の辺り、『出雲国風土記』所載の「薗之長濱」、もしくは「薗松山」に比定される砂丘地帯の近くにある妙見山に鎮座する。スポーツ、勝利の神として信仰を集める。

## 祭神
国引き神話の主人公である八束水臣津野命（やつかみずおみずぬ）を主祭神とし、布帝耳神（ふてみみ）・淤美豆奴神（おみずぬ）を配神として祀る。
布帝耳命・淤美豆奴命は『古事記』のスサノオの系譜に名前のみ登場する神である。その系譜では淤美豆奴命と布帝耳命は夫婦となっているが、この神社では淤美豆奴命は八束水臣津野命の子ということになっている。一方八束水臣津野命と淤美豆奴神は同一神とする説もある。

## 歴史
『出雲国風土記』出雲郡条に記載の「出雲社」、延喜式神名帳記載の「出雲神社」に比定する説がある。しかし長浜神社の鎮座する地域は明らかに神門郡の領域である。
中世から近世にかけては「妙見社」「薗村妙見神社」などと呼ばれた。明治5年（1872年）に現在の社名となった。
延宝3年（1675年）に社殿が焼失し、松江藩主松平綱近の命によって造営された。

## 境内
- 坂下荒神社
- 稲荷神社
- 天神社
- 春日神社
- 秋葉神社
- 要石・夫婦石・岐神社・荒神社・三輪鳥居
- 弓掛けの松

## 行事
例祭日は10月13日である。毎年10月の上～中旬の日曜日には国引き神話にちなんだジャンボ綱引き大会が行われる。